# 趙國安
趙國安（1947年2月—），豫劇作曲家，著有《春华秋实——赵国安豫剧音乐唱腔获奖作品选》等書，現在是中國國家1級作曲，正高級職稱。
他在河南省戲曲學校學習豫劇音樂藝術，在河南大學音樂系學習作曲專業。
他的豫劇唱腔音樂創作有歷史戲《程嬰救孤》（參與集體創作）；現代戲《村官李天成》、《香魂女》（參與集體創作）等。
他與王基笑合作台灣國立國光劇團豫劇隊（現在的臺灣豫劇團）《中國公主杜蘭朵》的唱腔音樂設計。